# Meilenstein (Tochheim)

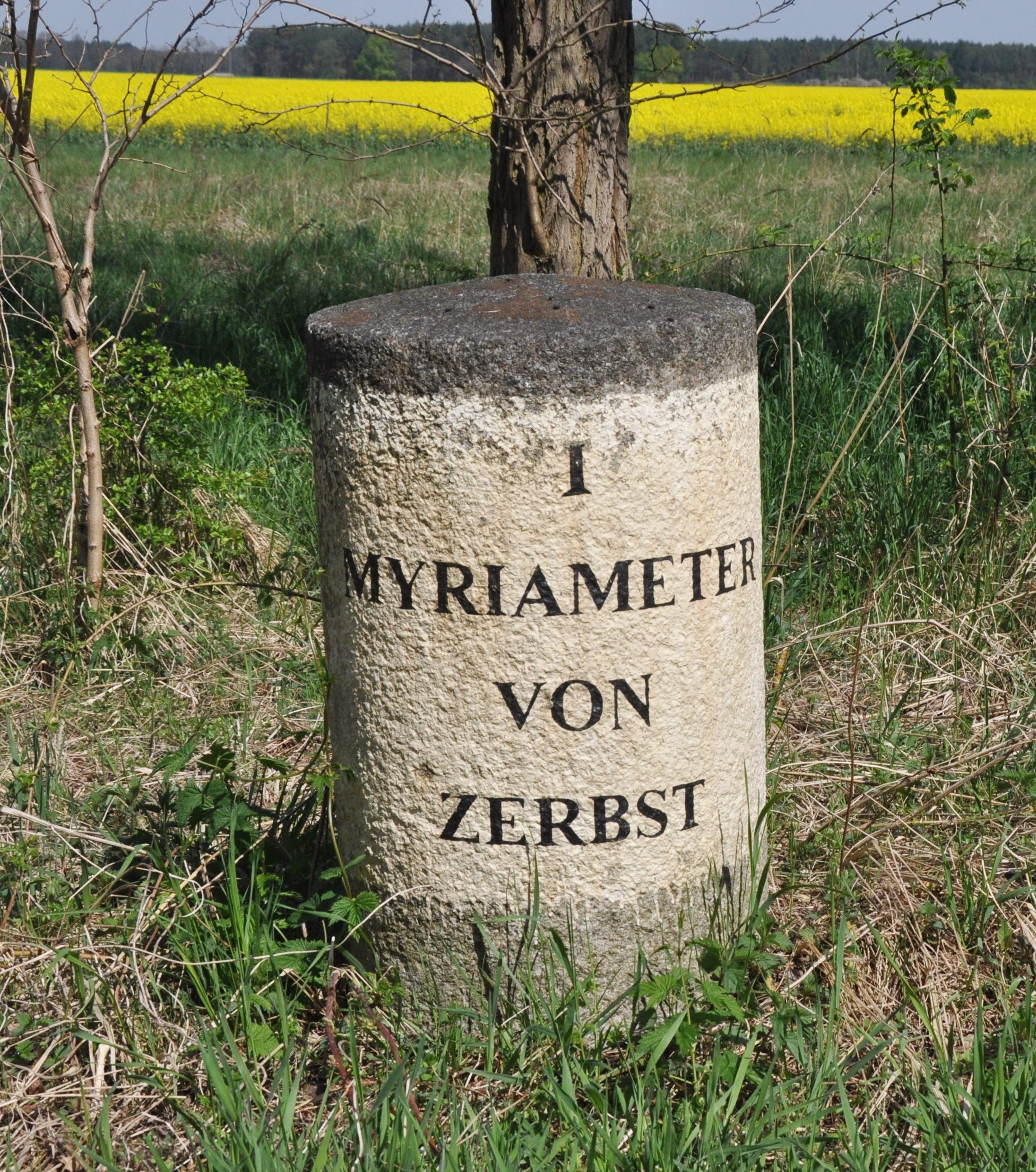
Meilenstein Tochheim

Der Meilenstein bei Tochheim ist ein Kleindenkmal in der Stadt Zerbst/Anhalt im Landkreis Anhalt-Bitterfeld in Sachsen-Anhalt. Er steht wie alle Meilensteine unter Denkmalschutz und ist im Denkmalverzeichnis als Baudenkmal mit der Erfassungsnummer 094 40766 registriert.

## Lage
Östlich von Tochheim an der Landesstraße 149, die hier von Zerbst aus zu der Fähre Tochheim führt.

## Geschichte und Gestalt
Die anhaltischen Meilensteine wurden in den frühen 1850er Jahren aufgestellt. Man findet sie entlang aller damals wichtigen Straßen. Ob sich auch zwischen Tochheim und Zerbst ein solcher Meilenstein befand, ist bisher nicht endgültig geklärt, aber anzunehmen. In den frühen 1870er Jahren wurde Anhalt zweimal neu vermessen und aus der seit 1841 auch hier gültigen preußischen Meile, die 7532 Metern entsprach, wurde zunächst eine Meile zu 7500 Meter und dann löste der Kilometer die Meile ab. Die Rundsockelsteine wurden dabei jeweils wiederverwendet.
In diesem Zuge wurden auch die Nullpunkte verändert. Für die Meilensteine war das Residenzschloss Dessau der Nullpunkt, nun wurde es der Zerbster Roland. Die Meilensteine im ehemaligen Anhalt-Zerbst wurden hierbei offenbar umgestellt, während man sie in anderen Gebieten teils auf ihren Positionen beließ. Ein solcher Stein befindet sich bei Tochheim. Er trug zuletzt die Reste einer Inschrift 10, die analog zu dem Stein bei Steutz 10 / KM / von Zerbst lautete und im Jahr 2000 in I / Myriameter / von Zerbst abgeändert wurde. Damit wurde aus dem 70 Zentimeter hohen Granitstein auch offiziell ein Myriameterstein gemacht. Ein Myriameter entspricht 10 Kilometern.